# Spoorlijn Celle - Braunschweig
De spoorlijn Celle - Braunschweig is een Duitse spoorlijn in Nedersaksen en is als spoorlijn 1722 onder beheer van DB Netze.

## Geschiedenis
Het traject werd door de Deutsche Reichsbahn in fases geopend:
- Celle - Uetze: 1 september 1920
- Uetze - Plockhorst: 3 mei 1921
- Plockhorst - Gliesmarode: 1 maart 1923

Personenvervoer heeft plaatsgevonden tussen Celle en Plockhorst tot 23 mei 1971 en tussen Plockhorst en Braunschweig tot 27 mei 1962.
In de zomer van 2022 is een haalbaarheidsonderzoek naar reactivering van reizigersvervoer op deze spoorlijn opgestart.

## Treindiensten
Tussen Braunschweig RAUA en Braunschweig-Gleismarode is de lijn in gebruik voor goederenvervoer.

## Aansluitingen
In de volgende plaatsen is of was er een aansluiting op de volgende spoorlijnen:
Celle
DB 1710, spoorlijn tussen Hannover en Celle
DB 1720, spoorlijn tussen Lehrte en Cuxhaven
DB 1721, spoorlijn tussen Celle en Wahnebergen
DB 1724, spoorlijn tussen Gifhorn Stadt en Celle
DB 9170, spoorlijn tussen Celle en Soltau
DB 9173, spoorlijn tussen Celle en Wittingen
Plockhorst
DB 1723, spoorlijn tussen Plockhorst en Peine
Braunschweig-Rühme
DB 1725, spoorlijn tussen Braunschweig-Rühme en Braunschweig Hafen
Braunschweig Nordkurve
DB 1903, spoorlijn tussen Braunschweig Nordkurve en Braunschweig Rangierbahnhof
Braunschweig-Gliesmarode
DB 1902, spoorlijn tussen Braunschweig en Gifhorn
DB 1953, spoorlijn tussen Braunschweig-Gliesmarode en Fallersleben